# ロジェ・マルタン・デュ・ガール
ロジェ・マルタン・デュ・ガール（Roger Martin du Gard, 1881年3月23日 - 1958年8月22日）は、フランスの小説家である。小説以外には戯曲も書いた。代表作は『チボー家の人々』であり、1937年、『チボー家の人々 第7部 1914年夏』によりノーベル文学賞を受賞した。

## 生涯
パリ市の西南西に接するヌイイ＝シュル＝セーヌに生まれた。法曹に携わるブルジョワ家系で、父は裁判所の代訴人であった。フェヌロン中学（Lycée Fénelon）、コンドルセ高等中学校（Lycée Condorcet、ジャンソン・ド・サイ高等中学（Lycée Janson de Saillyに学んだ。コンドルセでは、ジャック・コポー、ガストン・ガリマールらが同窓であった。17歳のときに読んだレフ・トルストイの『戦争と平和』で、文学に開眼した。
ソルボンヌの文学部に進んだが卒業試験に失敗し、フランス国立古文書学校に転じて考証学を学び、『ジェミエージュ僧院（Abbaye de Jumièges）遺跡の考古学的習作（Étude Arcéologique des Ruines）』を書いて、1905年に卒業した。
1906年（25歳）のとき、エレーヌ・フーコー（Hélène Foucault）と結婚し、翌年一女を得た。この頃から小説を書き始め、1908年、若者の内心的苦悩を綴った『生成』を自費出版し、1913年、ドレフュス事件を背景に思想的信仰的不安を綴った『ジャン・バロワ』により、知られるようになった。
これの上梓は、『新フランス評論』（N.R.F.）誌の中心的同人であったアンドレ・ジッドが、『新フランス評論出版社』に手引きして、以降の親交の機縁になった。N.R.F.同人のジャック・コポーが興したヴィユ・コロンビエ劇場が1914年春、喜劇『ルルー爺さんの遺言』を上演した。
1914年夏からの第一次世界大戦期は、自動車輸送班員として従軍した。
1920年（39歳）から1940年（59歳）にかけ、地方に籠もって『チボー家の人々』を書いた。出版社は、コンドルセ高等中学の同窓ガストン・ガリマールが社長を勤める、『新フランス評論出版社』の後身『ガリマール書店』であった。出版は次項に見る通り、間欠的であった。1931年には、自動車事故が原因で2ヶ月入院した。1937年には『第7部 1914年夏』にノーベル文学賞が与えられた。第一次世界大戦の破局が予感される時代を舞台に、ブルジョワ社会の精神的風土と、思想の摩擦とを描いた大河小説であった。そして完結後間もなく、第二次世界大戦が始まった。
『チボー家の人々』の邦訳は、山内義雄が、原著発行直後に着手し、1938年に第1部が出版されたが、太平洋戦争の戦中戦後の空白期があって、第8部の刊行を終えたのは1952年であった。
大戦中はおもにニースに住んでいたが、マイエンヌ県テルトル城（Château du Tertre）の自宅はナチスに占拠された。そしてブラックリストに載せられたゆえに、転々と居を移しながら、次の長編『モーモール大佐』を書き進めた。
1955年（74歳）、プレイヤード叢書版の全集に、回想録を載せた。
1958年、心筋炎の発作により、オルヌ県ベレーヌ（Bellême）近在、セリニー（Sérigny）の自宅で没した。ニース郊外のシミエ修道院（Monastère de Cimiez）に葬られた。

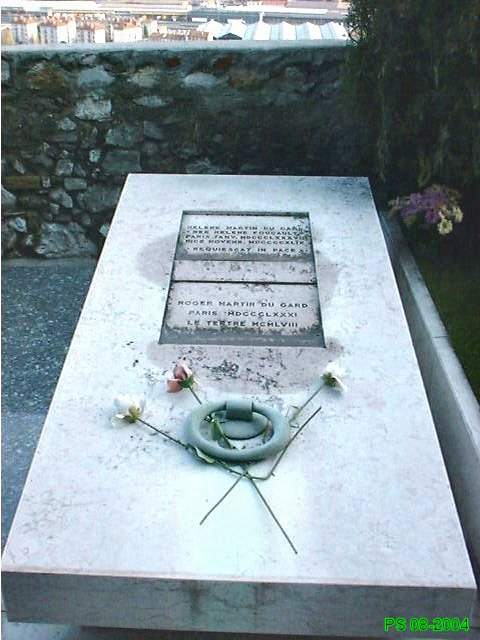
ニースのシミエ修道院の墓地にある作家の墓

同性愛の傾向があった。たとえば、1931年にルイ・ジューヴェ一座が上演した『無口な男』は好評だったものの、その面の非難も浴びた。
没後に、パリ国立図書館に保管されていた未完の『モーモール大佐』の草稿や、日記・書簡などが出版されている。

## おもな作品
訳書がある作品は太字に書く。
- 1908年：『生成』（Devenir!）
- 1909年：『われらのうちの一人の女』（L'Une de Nous）
- 1913年：『ジャン・バロワ』（Jean Barois）
- 1913年：『ルルー爺さんの遺言』（Le Testament du père Leleu）（戯曲）
- 1922年：『チボー家の人々 第1部灰色のノート』（Les Thibaults : Le Cahier gris）
- 1922年：『チボー家の人々 第2部 少年園』（Les Thibaults : Le Pénitencier）
- 1923年：『チボー家の人々 第3部 美しい季節』（Les Thibaults : La Belle Saison）
- 1928年：『チボー家の人々 第4部 診察』（Les Thibaults : La Consultation）
- 1928年：『チボー家の人々 第5部 ラソレリーナ』（Les Thibaults : La Sorellina）
- 1928年：『水ぶくれ』（La gonfle）（戯曲）
- 1929年：『チボー家の人々 第6部 父の死』（Les Thibaults : La Mort du père）
- 1930年：『対話』（Dialogue）
- 1931年：『無口な男』（Un Taciturne）（戯曲）
- 1931年：『アフリカ秘話』（Confidence Africaine）
- 1933年：『老いたるフランス』（Vieille France）
- 1936年：『チボー家の人々 第7部 1914年夏』（Les Thibaults : l'Été 1914）
- 1940年：『チボー家の人々 第8部 エピローグ』（Les Thibaults : l'Épilogue）
- 1951年：『アンドレ・ジッドについての覚え書 1913 - 1951』（Notes sur André Gide 1913-1951）
- 1955年：『文学的回想』（Souvenirs autobiographiques et litteraires）
- 1955年：『全集』（2巻）（Oeuvres complètes）、プレイヤード叢書、（前行の回想記、および、アルベール・カミュの序文を含む）

没後
- 1968年：『アンドレ・ジッドとの往復書簡』（Correspondance avec André Gide）
- 1980年：『1896 - 1913、書簡集1』（Correspondance générale 1 1896-1913）
- 1983年：『モーモール大佐』（Le Lieutenant-colonel de Maumort）
- 1992年：『日記Ⅰ 自伝風テキスト 1892 - 1919 』（Journal 1 Textesautobiographiques 1892-1919）
- 1993年：『日記Ⅱ 1919 - 1936』（Journal II 1919-1936）
- 1993年：『日記Ⅲ 1937 - 1949、自伝風テキスト 1950 - 1958』（Journal III 1937-1949 Textes autobiographiques 1950-1958）
- 2006年：『書簡集Ⅹ 1951 - 1958』（Correspondance générale X 1951-1958）

## 主な邦訳
- 『生成』店村新次訳、法律文化社、1968　のち講談社文庫
- 『ジャン・バロワの生涯』青柳瑞穂訳、今日の問題社 ノーベル賞文学叢書、1940　ノーベル賞文学全集　主婦の友社
- 『ジャン・バロワ』山内義雄訳、世界文学全集、河出書房、1956　のち新潮文庫　白水社、（1965）
- 『ルリュ爺さんの遺言』堀口大学訳、第一書房 近代劇全集18 （1927）
- 『チボー家の人々』山内義雄訳、白水社、1938－50 のち白水Uブックス
- 『チボー家のジャック』マルセル・ラルマン編 山内義雄訳 白水社, 1952.
- 『アフリカ秘話』渡辺一民訳、「フランス短編24」集英社、1975（「集英社ギャラリー 世界の文学」）
- 『古きフランス』中原好文訳（新日本出版社「世界短篇名作撰 フランス編2」（1978）
- 『老いたるフランス・水ぶくれ』店村新次・広田正敏訳、三修社（1973）
- 『往復書簡』全4巻、アンドレ・ジィド、中島昭和・鈴木重生訳、みすず書房（1971-73）
- 『アンドレ・ジィド1913－1951』福永武彦訳、文藝春秋新社（1953）
- 『文学的回想』店村新次訳、法律文化社（1970）

## 映像化
- 『チボー家の人々』映像文学全集シリーズDVD アイ・ヴィー・シー（2008）